# 4823 Libenice
4823 Libenice је астероид главног астероидног појаса чија средња удаљеност од Сунца износи 2,159 астрономских јединица (АЈ).
Апсолутна магнитуда астероида је 13,9.